# Lista ducilor de Neapole
Ducii de Neapole au fost comandanți militari ai Ducatului de Neapole, avanpost al Bizanțului în Italia, unul dintre puținele de după venirea longobarzilor și sarazinilor. În anul 661, împăratul bizantin Constans al II-lea, direct interesat în chestiunile sudului Italiei (el a mutat capitala Imperiului la Siracusa), a numit pe un napolitan (Vasile) în poziția de dux sau magister militum. În continuare, un șir de duci, adeseori independenți, iar de la mijlocul mijlocul secolului al IX-lea ereditari, au condus până la venirea normanzilor. Ultimul duce, Sergiu al VII-lea, a predat orașul Napoli regelui Roger al II-lea al Siciliei în anul 1137.

## Duci numiți de Bizanț
- 661–666 Vasile
- 666–670 Theofilact I
- 670–673 Cosma
- 673–677 Andrei I
- 677–684 Cezar I
- 684–687 Ștefan I
- 687–696 Bonellus
- 696–706 Theodosie
- 706–711 Cezar al II-lea
- 711–719 Ioan I
- 719–729 Theodor I
- 729–739 George
- 739–755 Grigore I
- 755–766 Ștefan al II-lea
- 767–794 Grigore al II-lea
- 794–801 Theofilact al II-lea
- 801–cca. 818 Anthimus
- cca. 818–821 Theoctist
- 821 Theodor al II-lea
- 821–832 Stefan al III-lea
- 832–834 Bonus
- 834 Leon
- 834–840 Andrei al II-lea
- 840 Contard

## Duci ereditari
Acești duci erau mai independenți decât predecesorii lor, ei nefiind aleși de către împărații de la Constantinopol, ci dintre descendenții lui Sergiu I, care fusese ales de către cetățenii din Napoli.

### Dinastia lui Sergiu
- 840–864/865 Sergiu I
- 864/865–870 Grigore al III-lea
- 870–877/878 Sergiu al II-lea
- 877/878–898 Athanasie
- 898–cca. 915 Grigore al IV-lea
- cca. 915–919 Ioan al II-lea
- 919–928 Marin I
- 928–968/969 Ioan al III-lea
- 968/969–992/997 Marin al II-lea
- 992–997/999 Sergiu al III-lea
- 997/999–1002 Ioan al IV-lea
- 1002–cca. 1036 Sergiu al IV-lea
  - 1027–1029/1030 sub controlul principelui Pandulf al IV-lea de Capua
- cca. 1036–1053 Ioan al V-lea
- 1053–după 1074 Sergiu al V-lea
- după 1074–1107 Sergiu al VI-lea
- 1107–1120/1123 Ioan al VI-lea
- 1120/1123–1137 Sergiu al VII-lea

Alfons, principe de Capua, a fost ales de către napolitani ca succesor al lui Sergiu, iar Neapole a devenit în continuare vasal al normanzilor.